# Yoann Barbas
Yoann Barbas est un coureur cycliste français, né le 24 octobre 1988 à Lavelanet (Ariège).

## Biographie
En 2012, Yoann Barbas intègre l'équipe Armée de Terre. 
En 2015, cette équipe devient une équipe continentale. Yoann Barbas passe donc coureur professionnel. Pour ses premiers pas à ce niveau, il remporte le classement général du Tour du Piémont pyrénéen au mois d'août.
Au cours de l'été 2016, il remporte le classement de la montagne et celui du combiné du Trophée Joaquim-Agostinho. En fin de saison, il n'est pas conservé par les dirigeants de l'équipe continentale française Armée de Terre. Il fait le choix de retourner chez les amateurs et s'engage avec l'équipe AVC Aix-en-Provence

## Palmarès
- 2008
  - 2e du championnat de France universitaire sur route
- 2009
  - Champion de Midi-Pyrénées sur route
  - 2e des Boucles du Tarn
  - 3e de la Ronde de l'Isard d'Ariège
- 2010
  - Tour de l'Ardèche méridionale :
    - Classement général
    - 1re étape

  - Grand Prix de Chamoux-sur-Gelon
  - 3e du Tour du Pays Roannais
- 2011
  - Grand Prix de Coligny
  - Grand Prix d'Autrans
  - 3e du Grand Prix de Puy-l'Évêque
- 2012
  - Circuit des Biscornes
  - Classement général du Tour du Loiret
  - 3e du Tour des Pays de Savoie
- 2013
  - Troyes-Dijon
  - Classement général du Tour du Loiret
  - Classement général du  Tour des Pays de Savoie
- 2014
  - 2e d'À travers le Pays Montmorillonnais
- 2015
  - Classement général du Tour du Piémont pyrénéen
- 2017
  - Grand Prix de Pont-Saint-Esprit

## Classements mondiaux
| Année           | 2009 | 2010 | 2011 | 2012 | 2013 | 2014 | 2015 |
| --------------- | ---- | ---- | ---- | ---- | ---- | ---- | ---- |
| UCI Europe Tour | 448e | 547e |      | 540e | 286e | 621e | nc   |